# Siphona plusiae
Siphona plusiae är en tvåvingeart som beskrevs av Daniel William Coquillett 1895. Siphona plusiae ingår i släktet Siphona och familjen parasitflugor. Inga underarter finns listade i Catalogue of Life.